# Josef Řehák (nohejbalista)
Josef Řehák (* 1979) je český nohejbalový hráč, bývalý reprezentant a matador klubu SK Šacung Benešov 1947. V reprezentaci i klubu působil zejména jako defenzivní hráč a zastával post nahrávače utvářejícího hru.
V roce 2009 se stal nohejbalovým mistrem České republiky, když zvítězil (spolu s Davidem Ešnerem, Františkem Kalasem a Kamilem Kandou) na MČR trojic v Nymburku. Úspěch zaznamenal rovněž v roce 2004 na MČR dvojic v Karlových Varech, kde obsadil (společně s Vladimírem Babkou a Richardem Žahourem) 3. místo.
Jeho sportovní kariéra je spjata zejména s nohejbalovým klubem SK Šacung Benešov 1947. Za klub nastupoval v nejvyšší mužské nohejbalové soutěži mezi lety 2000 a 2019, během kterých se stal nohejbalovou celebritou. V roce 2010 pomohl klubu vyhrát premiérový extraligový titul, o jehož zisk se družstvo neúspěšně pokoušelo předchozích 55 let. Vedle role aktivního hráče zastával v klubu také funkci trenéra nebo hospodáře. Poslední ligové utkání odehrál 31. srpna 2019 proti Čakovicím „A“, kde nastoupil v zápase dvojic a trojic. Tento zápas však nakonec pro Šacung skončil neslavným výsledkem 0:6. Josef Řehák tak ve své extraligové derniéře nedokázal navázat na předchozí ligové utkání, kdy vyhrál všechny tři zápasy, ve kterých nastoupil, a velkou měrou tím přispěl k výhře svého klubu nad mužstvem SKN Žatec.
Mezi lety 2006 a 2008 byl součástí mužské nohejbalové reprezentace. Českou republiku reprezentoval mimo jiné na mistrovství Evropy ve trojicích (v roce 2007 ve slovenském Trenčíně) i na mistrovství světa (v roce 2006 v rumunském městě Oradea). Na žádném z mistrovských podniků však nedosáhl na zlatou medaili a vždy se musel spokojit s druhým místem. V roce 2008 podřídil vše přípravě na tuzemský světový šampionát v Nymburce. Těsně před jeho začátkem, pouhých 40 hodin, byl však vyřazen z užšího reprezentačního kádru. Tato nepříjemná zkušenost pro něj byla značně demotivující a negativně ovlivnila jeho výkonnost v následujícím období. Během svého působení v reprezentaci se v barvách reprezentačního výběru úspěšně zúčastnil také řady dalších tuzemských a zahraničních podniků, např. pohárového turnaje trojic ITD Cup Benešov, kde získal v roce 2007 stříbrnou medaili (společně s Vladimírem Babkou, Jiřím Doubravou a Františkem Kalasem), nebo jednoho z nejprestižnějších nohejbalových turnajů Šacung Cup, na kterém v roce 2008 obsadil (společně s Jiřím Doubravou a Jiřím Holubem) solidní 4. místo.
Kromě ligových a reprezentačních triumfů zaznamenal množství úspěchů také na nejprestižnějších turnajových kolbištích. V roce 2005 se významnou měrou podílel na zisku 1. místa na Šacung Cupu, kam se jako jeden z nejlepších hráčů ročníku kvalifikoval ve výběru Partner Elit Extraligy (společně s Karlem Bláhou a Františkem Kalasem). Na Poslední smeči dokázal jako jeden z hrstky hráčů zvítězit dokonce třikrát (v letech 2000, 2006 a 2009). Po získání titulu z Šacung Cupu a Poslední smeče mu chyběl pouze jediný titul do zkompletování zlatých medailí z tzv. Svaté trojice mezinárodních turnajů v ČR, a to ze vsetínského Austin Cupu. Tomu byl nejblíže v roce 2006, kdy však se svými spoluhráči (Martinem Březinou a Martinem Spilkou) byli schopni ve finále uhrát pouhých osm míčů a jednoznačně tak podlehli slovenské reprezentaci (ve složení Patrik Perun, Martin Perun a Richard Makara).

## Hráčské působení
- 2000  TJ Solidarita Praha /  TJ DP Šacung
- 2001  TJ DP Šacung
- 2002  TJ DP Šacung
- 2003  TJ DP Šacung
- 2004  SK Šacung 1947
- 2005  SK Šacung 1947
- 2006  SK Šacung 1947
- 2007  SK Šacung 1947
- 2008  SK Šacung VHS Benešov 1947
- 2009  SK Šacung VHS Benešov 1947
- 2010  SK Šacung VHS Benešov 1947
- 2011  SK Šacung VHS Benešov 1947
- 2012  SK Šacung ČNES Benešov 1947
- 2013  SK Šacung ČNES Benešov 1947
- 2014  SK Šacung ČNES Benešov 1947
- 2015  SK Šacung ČNES Benešov 1947
- 2016  SK Šacung Benešov 1947
- 2017  SK Šacung Benešov 1947
- 2018  SK Šacung Benešov 1947
- 2019  SK Šacung Benešov 1947

## Největší úspěchy

### Mezinárodní turnaje v ČR

#### Poslední smeč
| Rok  | Umístění | Sestava                                             |
| ---- | -------- | --------------------------------------------------- |
| 2000 | 1. místo | David Perutka, Josef Rezek, Josef Řehák             |
| 2006 | 1. místo | Jiří Holub, František Kalas, Josef Řehák            |
| 2009 | 1. místo | Jiří Doubrava, David Ešner, Jiří Holub, Josef Řehák |
| 2019 | 3. místo | Jiří Doubrava, Josef Řehák, Petr Stejskal           |

#### Šacung Cup
| Rok  | Umístění | Sestava                                                  |
| ---- | -------- | -------------------------------------------------------- |
| 2002 | 3. místo | Martin Březina, Josef Řehák, Roman Zajíc                 |
| 2005 | 1. místo | Karel Bláha, František Kalas, Josef Řehák                |
| 2008 | 4. místo | Jiří Doubrava, Jiří Holub, Josef Řehák                   |
| 2009 | 2. místo | Libor Chytra, Richard Makara, Petr Stejskal, Josef Řehák |

#### Austin Cup
| Rok  | Umístění | Sestava                                         |
| ---- | -------- | ----------------------------------------------- |
| 2004 | 3. místo | Vladimír Babka, Josef Řehák, Miroslav Sachl ml. |
| 2006 | 2. místo | Martin Březina, Josef Řehák, Martin Spilka      |

### Mistrovství České republiky
| Rok  | Místo konání | Disciplína | Umístění | Sestava                                                |
| ---- | ------------ | ---------- | -------- | ------------------------------------------------------ |
| 2004 | Karlovy Vary | dvojice    | 3. místo | Vladimír Babka, Josef Řehák, Richard Žahour            |
| 2009 | Nymburk      | trojice    | 1. místo | David Ešner, František Kalas, Josef Řehák, Kamil Kanda |

### Ligové soutěže
| Rok  | Soutěž         | Umístění | Družstvo                    |
| ---- | -------------- | -------- | --------------------------- |
| 2005 | Extraliga mužů | 3. místo | SK Šacung 1947              |
| 2006 | Extraliga mužů | 2. místo | SK Šacung 1947              |
| 2007 | Extraliga mužů | 3. místo | SK Šacung 1947              |
| 2008 | Extraliga mužů | 2. místo | SK Šacung VHS Benešov 1947  |
| 2009 | Extraliga mužů | 3. místo | SK Šacung VHS Benešov 1947  |
| 2010 | Extraliga mužů | 1. místo | SK Šacung VHS Benešov 1947  |
| 2011 | Extraliga mužů | 4. místo | SK Šacung VHS Benešov 1947  |
| 2012 | Extraliga mužů | 3. místo | SK Šacung ČNES Benešov 1947 |
| 2013 | Extraliga mužů | 2. místo | SK Šacung ČNES Benešov 1947 |

### Pohárové soutěže

#### Pohár Českého nohejbalového svazu
| Rok  | Umístění | Družstvo       |
| ---- | -------- | -------------- |
| 2003 | 3. místo | TJ DP Šacung   |
| 2004 | 2. místo | SK Šacung 1947 |
| 2007 | 3. místo | SK Šacung 1947 |

#### Evropský pohár
| Rok  | Umístění | Družstvo                   |
| ---- | -------- | -------------------------- |
| 2008 | 3. místo | SK Šacung VHS Benešov 1947 |
| 2011 | 1. místo | SK Šacung VHS Benešov 1947 |

#### Turnaje zařazené do pohárových seriálů
| Rok  | Název turnaje            | Disciplína | Umístění | Sestava                                                     |
| ---- | ------------------------ | ---------- | -------- | ----------------------------------------------------------- |
| 2003 | Color Cars Cup Dobříš    | dvojice    | 3. místo | Martin Březina, Josef Řehák                                 |
| 2004 | Liapor Open Karlovy Vary | trojice    | 2. místo | Josef Řehák, Richard Žahour                                 |
| 2004 | Austin Cup Vsetín        | trojice    | 3. místo | Vladimír Babka, Josef Řehák, Miroslav Sachl ml.             |
| 2006 | Austin Cup Vsetín        | trojice    | 2. místo | Martin Březina, Josef Řehák, Martin Spilka                  |
| 2007 | ITD Cup Benešov          | trojice    | 2. místo | Vladimír Babka, Jiří Doubrava, František Kalas, Josef Řehák |
| 2008 | Euro Cup Košice          | trojice    | 4. místo | Václav Kadeřábek, František Kalas, Josef Řehák              |
| 2008 | Honemsem Přerov          | trojice    | 3. místo | Jiří Doubrava, František Kalas, Josef Řehák                 |
| 2008 | Pohár města Litomyšle    | trojice    | 4. místo | Jiří Doubrava, Josef Řehák, Petr Stejskal                   |
| 2008 | ITD Cup Benešov          | trojice    | 3. místo | Jiří Doubrava, Jiří Holub, Josef Řehák                      |
| 2011 | Czech Open Nymburk       | dvojice    | 2. místo | Richard Makara, Josef Řehák                                 |

### Reprezentace

##### Mistrovství světa mužů
| Rok  | Místo konání      | Disciplína | Umístění |
| ---- | ----------------- | ---------- | -------- |
| 2006 | Oradea (Rumunsko) | trojice    | 2. místo |

##### Mistrovství Evropy mužů
| Rok  | Místo konání        | Disciplína | Umístění |
| ---- | ------------------- | ---------- | -------- |
| 2007 | Trenčín (Slovensko) | trojice    | 2. místo |

##### Světový pohár mužů
| Rok  | Název                           | Umístění |
| ---- | ------------------------------- | -------- |
| 2006 | Skanska Cup Prostějov (trojice) | 2. místo |
| 2007 | Super Six Nymburk               | 2. místo |
| 2008 | Super Six Nymburk               | 2. místo |

##### Mezinárodní zahraniční turnaje
| Rok  | Název                 | Místo konání      | Umístění |
| ---- | --------------------- | ----------------- | -------- |
| 2006 | Bihorul Trophy        | Oradea (Rumunsko) | 2. místo |
| 2007 | Tournoi des 5 Nations | Bulle (Švýcarsko) | 3. místo |

##### Mezistátní utkání
| Rok  | Název                        | Disciplína                 | Umístění |
| ---- | ---------------------------- | -------------------------- | -------- |
| 2006 | Memoriál Josefa Bicana Praha | utkání Česko vs. Slovensko | 2. místo |
| 2007 | Memoriál Josefa Bicana Praha | utkání Česko vs. Slovensko | 1. místo |